# Palauet Nolla

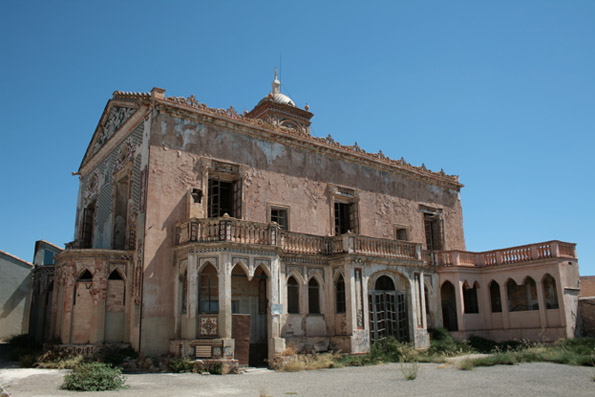
Estado del Palauet Nolla (2016).

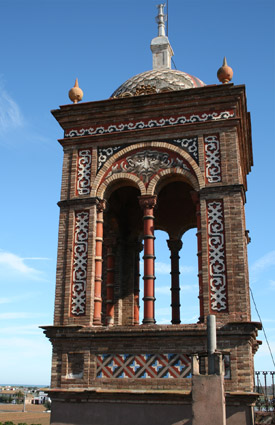
Parte superior de la torre.

El Palauet Nolla —también conocido como Villa Yvonne— es un palacete situado en Meliana (España). Destaca por haber formado parte del conjunto fabril de la empresa de mosaicos Nolla. Construido a finales del siglo XVII, ha sido objeto de numerosas modificaciones, hasta su abandono en la década de los 70.

## Historia
A finales del siglo XVII se elevó una alquería en la cercanía del pueblo de Meliana. La construcción, de una excepcional calidad edilicia, contaba con un cuerpo principal de planta rectangular, de aproximadamente 20 × 10 m. Su tipología a dos manos es la tradicional de la zona, pero contaba también con una torre adosada a su fachada norte, en la que se ubicaban las escaleras de acceso a la primera planta. El nivel superior era utilizado para el secado y almacenamiento de productos. Perfectamente orientada, su cara sur recae al Camino Barranquet, constituyendo así la fachada principal, como lo demuestran los elementos de piedra labrada que la realzaban.
En 1844, a raíz de la desamortización, esta propiedad del orden dominico es vendida a una familia de la alta burguesía valenciana: los Sagrera. Es entonces transformada en casa de campo, conociendo sus primeras reformas importantes.
En 1860 Miguel Nolla, quien buscaba un lugar donde ubicar su fábrica, decide aprovechar los terrenos y el edificio —propiedades de su esposa Juana Sagrera Guix— para llevar a cabo su proyecto. Es entonces cuando es transformado en muestrario de la empresa, revestido de un admirable conjunto de mosaicos. Esta época será la más significativa y recordada del edificio.
En 1917 las antiguas instalaciones de fabricación de mosaicos son vendidas por los hijos de Miguel Nolla a la empresa suiza Gardy S.A., y el edificio pasa entonces a ser la residencia del nuevo director de la fábrica, Óscar Waetzig. Su hija, Yvonne Volozan, seguirá ocupando hasta la década de los 80 la villa que, posteriormente, mantendrá su nombre. Una vez deshabitado empezó su inexorable deterioro, hasta llegar a un estado de ruina inminente.
En el año 1986 se inician los trámites de cesión del edificio al Ayuntamiento de Meliana, por parte de su entonces propietaria, la empresa Schneider Electric. Pero será en 2012 cuando el monumento pasó oficialmente a ser propiedad municipal, mediante la firma definitiva de dicha cesión.

## Elshowroomde la empresa Nolla

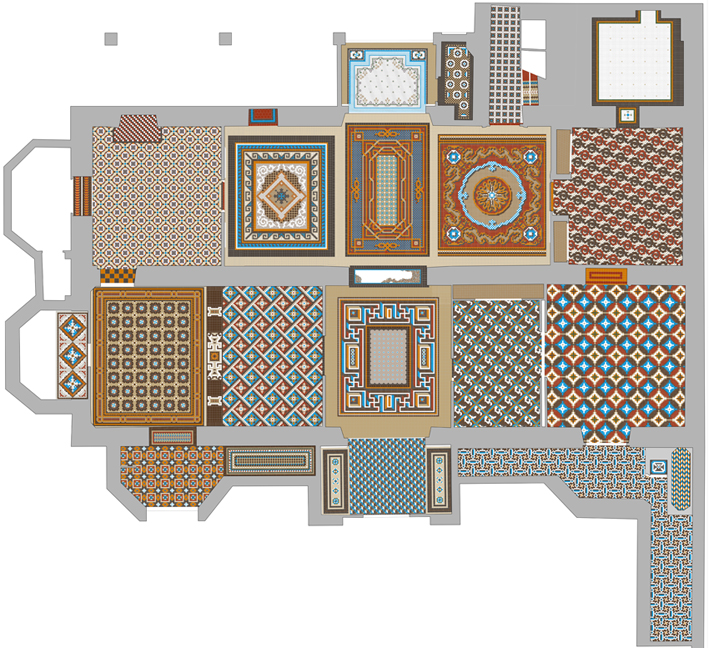
Mosaicos de la planta baja del Palauet Nolla.

A pesar de su dilatada historia, el Palauet Nolla es conocido por su época de apogeo, cuando formaba parte del conjunto fabril de la empresa de mosaicos. Miguel Nolla tuvo la brillante idea, en el momento de iniciar la construcción de sus naves, de mantener la alquería como parte de sus instalaciones, y de utilizarla para enseñar a sus clientes más prestigiosos la belleza y las posibilidades de su producto. Así, los invitados empezaban su visita por las naves de producción, donde podían admirar la fabricación de semejante material, la modernidad de la maquinaria y del procedimiento. Pasaban seguidamente a la zona de recreo que constituía el Palauet, donde veían el resultado final, a través de mosaicos de una gran belleza y variedad.
Pieza clave de su estrategia comercial, recibió las visitas de gran parte de la alta sociedad de la segunda mitad del siglo XIX, como por ejemplo las familias Romanov y Hohenzollern, los reyes de España Amadeo I y Alfonso XII, el General Prim, intelectuales tales como Blasco Ibáñez o el Poeta Querol, e incluso diplomáticos como el Cónsul de Estados Unidos.

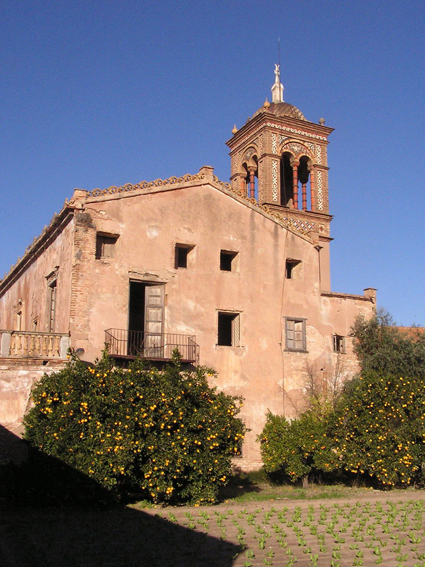
Fachada este del Palauet Nolla.

El magnífico conjunto de mosaicos presentes en el edificio refleja los distintos tipos de diseños que podían realizarse con esta cerámica. Además de la totalidad de los pavimentos, las composiciones adornan numerosos zócalos, la fachada oeste (la principal en aquella época), la fachada norte (hoy desaparecidas), e incluso la cúpula de la torre. Numerosas composiciones parietales realzan igualmente las fachadas de los porches. Uno de los elementos más destacables es, sin duda, el retrato del fundador de la empresa, situado en lo alto de la fachada este, mirando así el patio de la fábrica, acogiendo a los visitantes.

## El estado actual
El Palauet es actualmente propiedad del Ayuntamiento de Meliana. En el año 2010 se iniciaron trabajos de estudio del monumento, con la intención de evitar su ruina, dado su alto nivel de deterioro. Este trabajo, galardonado con el European Union Prize for Cultural Heritage/Europa Nostra Award 2012, ha permitido planificar las intervenciones a realizar. Así, desde el año 2011 se están realizando periódicamente obras de restauración. Finalmente, en el 2020 se ha acabado su proceso de restauración, y se puede visitar.